# Tetrafluoruro di vanadio
Il tetrafluoruro di vanadio o fluoruro di vanadio(IV) è il composto inorganico con formula VF4. In questo fluoruro il vanadio è nello stato di ossidazione +4. È un solido igroscopico verde brillante; campioni commerciali possono essere di colore giallo-bruno. Il composto fu descritto per la prima volta nel 1911 da Otto Ruff e Herbert Lickfett.

## Sintesi
Il composto si può ottenere per sintesi diretta da fluoro e vanadio metallico; nella reazione si formano VF3, VF4 e VF5. Questi tre fluoruri possono essere separati per sublimazione frazionata. 
Alternativamente VF4 si può preparare trattando VCl4 con fluoruro di idrogeno in un solvente inerte come CCl3F a –78 ºC:
VCl4 + 4 HF → VF4 + 4 HCl

## Proprietà
VF4 ha una struttura cristallina monoclina, gruppo spaziale P21/c, con costanti di reticolo a = 534,0 pm, b = 517,0 pm, c = 538,1 pm e β = 119,89°. La struttura è correlata a quella di SnF4: ogni atomo di vanadio è attorniato da un ottaedro di atomi di fluoro, quattro dei quali sono a ponte con atomi di vanadio adiacenti.
Il composto è igroscopico. Per riscaldamento tende a dismutare:
2 VCl4 → VF3 + VF5